# Liste der Senatoren von Berlin
Die Senatoren von Berlin sind Mitglieder des Senats von Berlin, der Berliner Landesregierung, an deren Spitze der Regierende Bürgermeister von Berlin steht. Aufgeführt sind die von 1945 bis 1951 eingesetzten bzw. von der Stadtverordnetenversammlung gewählten Stadträte sowie die ab 1951 vom Berliner Abgeordnetenhaus in ihre jeweiligen Geschäftsbereiche gewählten bzw. ab 2006 vom Regierenden Bürgermeister ernannten Senatoren.

## Senatoren heutiger Fachbereiche
- Liste der Senatoren für Arbeit
- Liste der Senatoren für Bau
- Liste der Senatoren für Bundesangelegenheiten
- Liste der Senatoren für Bildung
- Liste der Senatoren für Finanzen
- Liste der Senatoren für Gesundheit
- Liste der Senatoren für Inneres
- Liste der Senatoren für Jugend
- Liste der Senatoren für Justiz
- Liste der Senatoren für Kultur
- Liste der Senatoren für Soziales
- Liste der Senatoren für Stadtentwicklung
- Liste der Senatoren für Umwelt
- Liste der Senatoren für Verkehr
- Liste der Senatoren für Wirtschaft
- Liste der Senatoren für Wissenschaft

## Senatoren früherer Fachbereiche

### Kreditwesen
Die Senatsverwaltung für Kreditwesen wurde am 22. Januar 1955 in die Senatsverwaltung für Wirtschaft und Kredit eingegliedert.
| Name                    | Amtsantritt      | Senat     | Partei |
| ----------------------- | ---------------- | --------- | ------ |
| Senator für Kreditwesen |                  |           |        |
| Paul Hertz              | 1. Februar 1951  | Reuter    | SPD    |
| Walther Schreiber       | 22. Oktober 1953 | Schreiber | CDU    |

### Post- und Fernmeldewesen
Die Senatsverwaltung für Post- und Fernmeldewesen wurde am 6. April 1967 in die Senatsverwaltung für Bundesangelegenheiten eingegliedert.
| Name                                  | Amtsantritt                                                 | Senat                                                                          | Partei    |
| ------------------------------------- | ----------------------------------------------------------- | ------------------------------------------------------------------------------ | --------- |
| Stadtrat für Post- und Fernmeldewesen |                                                             |                                                                                |           |
| Ernst Kehler                          | 19. Mai 1945                                                | Magistrat Werner                                                               | parteilos |
| Hugo Holthöfer                        | 16. Januar 1947 16. April 1947 8. Mai 1947 7. Dezember 1948 | Magistrat Ostrowski Magistrat Reuter I Magistrat Schroeder Magistrat Reuter II | LDP / FDP |
| Senator für Post- und Fernmeldewesen  |                                                             |                                                                                |           |
| Hugo Holthöfer                        | 1. Februar 1951 22. Oktober 1953                            | Reuter Schreiber                                                               | FDP       |
| Valentin Kielinger                    | 8. April 1954                                               | Schreiber                                                                      | CDU       |
| Günter Klein                          | 22. Januar 1955 3. Oktober 1957 16. April 1959              | Suhr Brandt I Brandt II                                                        | SPD       |
| Klaus Schütz                          | 21. Dezember 1961 16. April 1963                            | Brandt II Brandt III                                                           | SPD       |

### Sicherheit und Ordnung
Die Senatsverwaltung für Sicherheit und Ordnung wurde am 4. November 1965 in die Senatsverwaltung für Inneres eingegliedert.
| Name                               | Amtsantritt    | Senat      | Partei |
| ---------------------------------- | -------------- | ---------- | ------ |
| Senator für Sicherheit und Ordnung |                |            |        |
| Heinrich Albertz                   | 16. April 1963 | Brandt III | SPD    |